# Cary Elwes
Ivan Simon Cary Elwes (Westminster, 26 de outubro de 1962) é um ator e escritor britânico. Ele é mais conhecido por ter protagonizado como Westley em The Princess Bride (1987), Robin Hood em Robin Hood: Men in Tights (1993) e Dr. Lawrence Gordon na franquia Saw. Ele também é conhecido por seus pequenos papéis em filmes como Tempo de Glória (1989), Hot Shots! (1991) e The Jungle Book (1994), bem como papéis coadjuvantes em Days of Thunder (1990), Drácula de Bram Stoker (1992), Twister (1996), Beijos Que Matam (1997), Liar Liar (1997), Michael Collins em From the Earth to the Moon (1998), Cradle Will Rock (1999), Shadow of the Vampire (2000), The Cat's Meow (2001), Ella Enchanted (2004), A Christmas Carol (2009) e Sexo sem Compromisso (2011). Teve também papéis recorrentes em séries de televisão como The X-Files, Seinfeld, Psych e Stranger Things. Ele se juntou à terceira temporada de The Marvelous Mrs. Maisel como Gavin Hawk, um famoso ator da Broadway.

## Primeiros anos
Ivan Simon Cary Elwes nasceu em 26 de outubro de 1962 em Westminster, Londres, o caçula de três filhos do pintor de retratos Dominick Elwes e da designer de interiores e socialite Tessa Kennedy. Ele é irmão do artista Damian Elwes e do cineasta Cassian Elwes. Seu avô paterno foi o pintor Simon Elwes, cujo pai era o diplomata e tenor Gervase Elwes (1866–1921). Seus outros bisavós são o diplomata Rennell Rodd e o industrial Ivan Rikard Ivanović. Elwes tem ascendência inglesa, irlandesa, escocesa, croata e sérvia, as duas últimas de sua avó materna, Daška McLean, cujo segundo marido, Billy McLean, trabalhou para a Special Operations Executive durante a Segunda Guerra Mundial.
Acredita-se que John Elwes, ancestral de Cary, inspirou o personagem Ebenezer Scrooge em A Christmas Carol (1843), sendo citado pelo próprio Charles Dickens no capítulo seis de sua última novela, Our Mutual Friend. O próprio Cary Elwes atuou na adaptação cinematográfica de 2009 de A Christmas Carol. A partir de seu avô materno, Elwes também está relacionado a Alexander Kennedy, um dos primeiros fotógrafos a documentar o sítio arqueológico de Petra após a queda do Império Otomano.
Elwes foi criado na Igreja Católica e era coroinha na Catedral de Westminster, mas pouco comparecia às aulas dadas pela igreja, contrariando a tradição dos homens de sua família. Seus pais se separaram quando ele tinha quatro anos de idade. Em 1975, aos treze anos, seu pai suicidou-se. Sua mãe então casou novamente com o produtor cinematográfico Elliott Kastner.  Elwes estudou na Harrow School, e na London Academy of Music and Dramatic Art. Em 1981, mudou-se para os Estados Unidos para estudar artes cênicas no Sarah Lawrence College em Bronxville, Nova Iorque. Enquanto morando lá, Elwes estudou artes cênicas no Actors Studio e no Lee Strasberg Theatre and Film Institute sob a tutela de Charlie Laughton, mentor de Al Pacino. Na adolescência, trabalhou como assistente de produção nos filmes Absolution, Octopussy e Superman, onde foi apresentado a Marlon Brando. Quando Elwes se apresentou ao famoso ator, Brando insistiu em chamá-lo de "Rocky" em homenagem a Rocky Marciano.

## Carreira
Em 2003, Elwes fez o filme "Uma Garota Encantada" no papel de Sir Edgar.
Em 2004, foi chamado para fazer o papel de protagonista como o Dr. Lawrence Gordon de "Jogos Mortais" e também voltou no sétimo filme da franquia, "Jogos Mortais - O Final".
Em 2004, recebeu elogios especiais por sua interpretação do assassino em série Ted Bundy no telefilme "The Riverman" baseado no livro de mesmo nome.
Aos 22 anos sua mãe, que era muito católica, o levou para o Vaticano para conhecer o Papa João Paulo II. Curiosamente em 2005, Carl interpretou o mesmo no filme "João Paulo II (Pope John Paul II)" feito para TV.
Ele apareceu recentemente na minissérie da Rede NBC "Insurreição" protagonizado por Jon Voight e Leelee Sobieski, e atuou com Kirsten Dunst no thriller dramático de Lions Gate "O Miado do Gato" (The Cat's Meow).
Anteriormente atuou com Willem Dafoe e John Malkovich em "A Sombra do Vampiro", um filme nomeado para o Oscar e o Globo de Ouro e ganhou dois prêmios no Festival de Sitges.
Elwes também atuou com Vanessa Redgrave e Susan Sarandon em "O Poder Vai Dançar", dirigido por Tim Robbins.
Depois de sua atuação no aclamado épico histórico "Lady Jane", com Helena Bonham Carter, Rob Reiner escolheu ele para o papel principal em "A Princesa Prometida", um clássico em que co-estrelou com Robin Wright Penn.
Na extensa filmografia de Elwes também inclui os blockbusters "Twister" com Helen Hunt, "O Mentiroso" com Jim Carrey e o thriller "Beijos Que Matam" estrelado por Morgan Freeman e Ashley Judd, entre inúmeros outros trabalhos de sucesso.

## Vida pessoal
Elwes conheceu a fotógrafa Lisa Marie Kurbikoff em 1991 durante um evento em Malibu, Califórnia, com a qual começou a se relacionar em 1997. Eles se casaram em 2000 e tiveram uma filha juntos.
Em agosto de 2005, Elwes entrou com um processo contra a Evolution Entertainment, sua empresa de gestão e produtora de Saw. Elwes disse que foi prometido um mínimo de um por cento do lucro líquido dos produtores do filme, mas não recebeu o valor total. O caso foi resolvido num acordo fora dos tribunais. Em 2010, ele reprisou seu papel em Saw 3D.

## Prêmios e indicações
| Ano  | Prêmio                           | Categoria                                                 | Obra                                        | Resultado | Ref.          |
| ---- | -------------------------------- | --------------------------------------------------------- | ------------------------------------------- | --------- | ------------- |
| 1998 | Blockbuster Entertainment Awards | Melhor Ator Coadjuvante                                   | Beijos Que Matam                            | Indicado  | [ 25 ] [ 26 ] |
| 1999 | Prêmios Satellite                | Melhor Ator em Minissérie ou Telefilme                    | The Pentagon Years                          | Indicado  | [ 27 ]        |
| 2002 | Prêmios Satellite                | Melhor Ator Coadjuvante em Série, Minissérie ou Telefilme | Uprising                                    | Indicado  | [ 28 ]        |
| 2005 | Prêmios MTV Movie & TV           | Melhor Atuação Assustada                                  | Saw                                         | Indicado  | [ 29 ]        |
| 2012 | Framboesa de Ouro                | Pior Elenco (dividido com o elenco)                       | New Year's Eve                              | Indicado  | [ 30 ]        |
| 2013 | Framboesa de Ouro                | Pior Elenco (dividido com o elenco)                       | The Oogieloves in the Big Balloon Adventure | Indicado  | [ 31 ]        |
| 2020 | Prêmios Screen Actors Guild      | Melhor Elenco em Série Dramática (dividido com o elenco)  | Stranger Things                             | Indicado  | [ 32 ]        |